# Хамм (Зиг)
Хамм (нем. Hamm) — община в Германии, в земле Рейнланд-Пфальц.
Входит в состав района Альтенкирхен-Вестервальд. Подчиняется управлению Хамм (Зиг). Население составляет 3328 человек (на 31 декабря 2010 года). Занимает площадь 3,66 км².